# Corydalis lydica
Corydalis lydica är en vallmoväxtart som beskrevs av M. Liden. Corydalis lydica ingår i släktet nunneörter, och familjen vallmoväxter. Inga underarter finns listade i Catalogue of Life.